# Porta de l'antiga Casa Rectoral
La Porta de l'antiga Casa Rectoral és una obra gòtica de Gratallops (Priorat) inclosa a l'Inventari del Patrimoni Arquitectònic de Catalunya.

## Descripció
Es tracta d'una porta adovellada. La dovella clau té un relleu amb un cercle i una creu a sobre. S'ha conservat al lloc actual i ha estat objecte de consolidació perquè contribueix al sosteniment d'una casa sobre el carrer que hi ha al costat.

## Història
La porta pertanyé a l'antiga casa rectoral. La seva datació pot fer-se en funció d'un soterrani avui desaparegut que formava part de la mateixa casa i la funció del qual era de capella. Aquest tenia una nau amb volta de creueria típicament gòtica. Es tractava, potser, del primer o segon oratori del poble. El fet d'ésser situat al nucli més antic de la població i dins de la casa rectoral així ho sembla confirmar. És possible que deixés d'utilitzar-se regularment quan es bastí la nova església i, finalment, la casa s'enrunà com tot el bloc de cases primitives on és situada. La qualitat de la portalada n'ha evitat la desaparició.